# Пятеро из Юбы

Пятеро из Юбы, слева направо: Джек Хьюэтт, Билл Стерлинг, Джек Мадруга, Тед Вайер, Гэри Матиас

Пятеро из Юбы (англ. Yuba County Five) — пять молодых американцев, проживавших в соседних округах Юба и Саттер штата Калифорния, которые исчезли при загадочных обстоятельствах в ночь на 25 февраля 1978 года, возвращаясь домой с баскетбольного матча. Все пятеро были в возрасте от 24 до 32 лет, все страдали умственной отсталостью или душевными болезнями. Тела четверых через несколько месяцев были обнаружены в лесистой местности в горах Сьерра-Невада, следствие признало их умершими от переохлаждения и истощения; пятого не нашли ни живым, ни мёртвым.

## Предыстория
Все пятеро исчезнувших молодых людей жили с родителями в соседних населённых пунктах Мэрисвилл, Оливхерст и Юба-Сити, отстоящих друг от друга на несколько километров.
Они относительно неплохо функционировали в рутинном быту, умели обслужить себя и время от времени устраивались на простейшие работы.
Двое успели отслужить в армии; у них были водительские права, а у одного — даже своя машина.
Тем не менее, жить полностью самостоятельно они не могли и в стрессовых ситуациях терялись.
Родители называли их «наши мальчики», несмотря на то, что некоторые из них по возрасту были уже мужчинами средних лет.
Ниже приведён список пропавших:

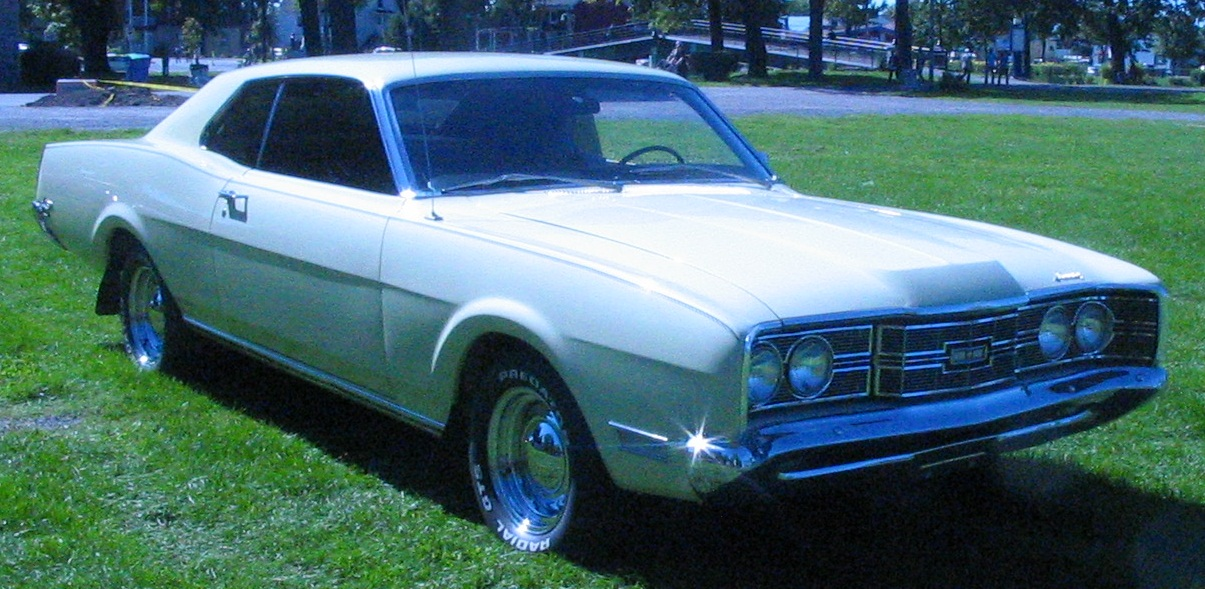
Mercury Montego 1969 года, похожий на машину Джека Мадруги

- Джек Хьюэтт (англ. Jack Huett, 24 года) — был самым отсталым и робким из группы, плохо говорил, не умел ни читать, ни писать, и даже набор номера на телефоне представлял для него трудность. Следователь по делу об исчезновении «пятёрки из Юбы», упоминая, что у некоторых членов группы коэффициент интеллекта составлял около 40 баллов, имел в виду именно Хьюэтта — во всяком случае, такого мнения придерживался журналист газеты The Sacramento Bee[3]. При этом семья научила Хьюэтта водить мотоцикл и машину; прав у него не было, но время от времени родственник-пьяница брал его с собой, когда хотел напиться, и после попойки трезвый Хьюэтт садился за руль и вёз родственника домой[4]. Хьюэтт сильно зависел от своей семьи и старался держаться поближе к матери или к своему лучшему другу Теду Вайеру[3].
- Тед Вайер (англ. Ted Weiher, 32 года) — был более самостоятелен, но, по сообщениям родственников, нередко вёл себя как ребёнок: например, приветственно махал чужим людям и очень обижался, если они не приветствовали его в ответ[2]. Ходил в школу, но закончить её не сумел, так как для завершения обучения ему не хватило баллов[комм 1][5]. В повседневной жизни у Вайера тоже время от времени случались проблемы: простейшие правила вроде необходимости останавливаться на стоп-знаках при езде вызывали у него вопросы. В другой раз случилось, что вечером загорелся дом его семьи. Вайер к тому времени уже лёг спать, и когда брат ворвался к нему в комнату, то обнаружил, что Вайер лежит в кровати и смотрит на горящий потолок. Брат выволок его из дома, при этом Вайер протестовал, утверждая, что должен остаться в постели и как следует выспаться перед завтрашней работой[3]. Работал он мало и нерегулярно; пробовал быть сначала дворником, потом расставлять продукты в магазине, но родственники, видя, как медленно он выполняет рабочие задачи, убедили его уволиться[2]. Когда Вайер работал в магазине, в кассе неизменно оказывалось больше денег, чем было продано товара. Выяснилось, что Вайер клал в кассу чаевые, которые ему давали посетители, считая, что взять эти деньги себе будет воровством[6].
- Билл Стерлинг (англ. Bill Sterling, 29 лет) — в возрасте от 8 до 19 лет неоднократно лежал в психиатрических больницах города Напа, так как семья считала его угрозой для остальных. Во время одной из таких госпитализаций подрался с другим пациентом и чуть не убил его — по словам матери Стерлинга, пациент, возможно, сексуально домогался или изнасиловал её сына[7]. После 19 лет Стерлинг жил дома с семьёй, в начале 1970-х годов работал мойщиком посуды на авиабазе Бил[англ.], пока мать не заставила его уволиться, обнаружив, что лётчики регулярно подпаивали его, чтобы своровать у него деньги[8]. Стерлинг был религиозен и часами просиживал в библиотеке, читая христианскую литературу. Из всей группы он особо выделял и считал своим лучшим другом Джека Мадругу[2].
- Джек Мадруга (англ. Jack Madruga, 30 лет) — один из наиболее сохранных[неизвестный термин] членов группы. Семья характеризовала его как «тугодума», но не «умственно отсталого в обычном смысле»[3], и действительно, диагноза «умственная отсталость» у него не было[2], хотя школу он не закончил, как и Тед Вайер[9]. Мадруга служил в армии с 1966 по 1968 год, водил армейский грузовик, нареканий по службе не имел. Позднее некоторое время работал мойщиком посуды в фирме, производившей сушёные фрукты, и помог устроиться туда же Биллу Стерлингу. Мадруга самостоятельно распоряжался деньгами, имел водительские права[3] и машину, составлявшую предмет его особой гордости, — бирюзовый с белым Mercury Montego 1969 года выпуска. К машине Мадруга относился чрезвычайно бережно: однажды он отказался везти домой Джека Хьюэтта, потому что боялся, что плохая дорога к дому Джека испортит автомобиль[10].
- Гэри Матиас (англ. Gary Mathias, 25 лет) — имел нормальный интеллект, но страдал параноидальной шизофренией, симптомы которой впервые обнаружились в подростковом возрасте. Несмотря на это, в начале 1970-х годов Матиас служил в армии. Во время службы он употреблял наркотики и однажды шокировал командование своим поведением: сидя под арестом за уход в самоволку, он подозвал к своей камере двух сержантов и заместителя шерифа, а когда они отперли дверь, Матиас вышел из камеры голым и yдарил в лицо одного из сержантов, разбив ему нос. Позднее он был комиссован по причине шизофрении, но и «на гражданке» продолжал употреблять наркотики и вести себя агрессивно, периодически попадая в поле зрения то полиции, то психиатров. Его неоднократно помещали на принудительное лечение, но он как минимум три раза сбегал из больниц и возвращался домой — пешком или автостопом. В 1975 году Матиас внезапно уехал из Мэрисвилла, где жил с семьёй, к бабушке в город Портленд штата Орегон. Мать и отчим позвонили ему, уговаривая вернуться, но он не стал с ними разговаривать. Через 5 недель, однако, он явился домой весь грязный и оборванный; на вопрос, почему он в таком виде, Матиас отвечал, что шёл пешком от Портленда до Мэрисвилла 540 миль (870 км), воруя молоко, которое оставляли в бутылках развозчики у дверей домов, а иногда ел ворованный же собачий корм. Однако за пару лет до исчезновения Матиас словно бы успокоился. Он начал исправно принимать антипсихотики, несмотря на многочисленные неприятные побочные эффекты от них, устроился на работу в садовый бизнес отчима и перестал, по выражению родственников, «съезжать с катушек». Полиция прекратила им интересоваться[8], психиатры характеризовали его как чрезвычайно успешный случай лечения[2].

## Исчезновение
Все «мальчики» любили спорт и, как отмечали родственники, практически всё их общение между собой вращалось вокруг спортивных матчей: обыкновенно они собирались или посмотреть игру, или поиграть сами.
Все пятеро были членами баскетбольной команды для умственно отсталых, которая поддерживалась местной благотворительной организацией, и 25 февраля 1978 года, в субботу, у них был запланирован матч, к которому они готовились со всем усердием.
В пятницу 24 февраля Вайер и Мадруга, по воспоминаниям родственников, достали свою форму и разложили её на кроватях; Матиас надоел матери беспрестанным напоминанием разбудить его вовремя.
В тот же день «мальчики» решили съездить в город Чико в 50 милях (80 км) к северу от Юба-Сити, чтобы посмотреть матч баскетбольной команды Калифорнийского университета в Дейвисе против команды Университета штата в Чико.
Родители не обеспокоились, так как все пятеро неоднократно ездили в другие города, например, в Сакраменто, и с ними ничего не случалось.
Джек Мадруга заехал за Биллом Стерлингом, примерно в 6 часов вечера заправился в Юба-Сити, подобрал остальных «мальчиков» и отбыл в Чико, чтобы успеть на матч, начинавшийся в 19:45.
Все «мальчики» были одеты достаточно легко, так как не планировали проводить время на улице; у каждого с собой было не больше 10-15 долларов.
Игра заканчивалась довольно поздно, и следовало ожидать, что пятёрка из Юбы вернётся домой около полуночи.
Однако дома никто из них не появился.
Родители, поначалу решившие, что все пятеро, возможно, заночевали у кого-то одного, ранним утром субботы созвонились и поняли, что их сыновья пропали.
Утром 25 февраля родители попытались подать в полицию округа Юба заявление об их исчезновении, но так как среди «мальчиков» не было несовершеннолетних, полицейские отказались принять его, ссылаясь на то, что с момента предполагаемого исчезновения прошло меньше 24 часов.
Заявление удалось подать лишь вечером 25 февраля.

## Расследование
Полиция вначале предположила, что у пропавших или сломалась машина, или они заблудились.
Патрули проехали от Юба-Сити до Чико и обратно, разыскивая машину Мадруги; машина не нашлась.
Впрочем, полиция установила, что пропавшие доехали до Чико вечером 24 февраля и благополучно посмотрели баскетбольный матч, в котором победила их любимая команда Калифорнийского университета в Дейвисе.
После окончания игры они заехали в магазин в центре города, где купили сладкую выпечку, две шоколадки, две банки газировки и молоко.
Кассирша вспомнила их, потому что они явились около 10 часов вечера, за несколько минут до закрытия, чем она была втайне недовольна.
Она не помнила точно, сколько человек к ней пришло, но узнала на фотографии Джека Хьюэтта, который, по её словам, стоял столбом с открытым ртом, пока остальные выбирали продукты.
Эта кассирша оказалась последним человеком, который достоверно видел «мальчиков» живыми.
В газетах было размещено объявление о пропавших с описанием машины Мадруги, и 28 февраля на него неожиданно откликнулся рейнджер (лесник) национального леса Плумас в горах Сьерра-Невада, который сообщил, что бирюзовый с белым Mercury Montego стоит брошенным на проходящей через лес дороге Оровилл — Куинси, несколько севернее въезда на площадку для автотуристов под названием Rogers Cow Camp.
Места в тех краях малолюдные, и дорога в 1978 году на значительном протяжении была даже не заасфальтирована.
Рейнджер, по его словам, заметил на этой дороге автомобиль ещё 25 февраля, но не подумал плохого, потому что в этом месте обычно оставляли машины люди, приезжавшие покататься на горных лыжах.

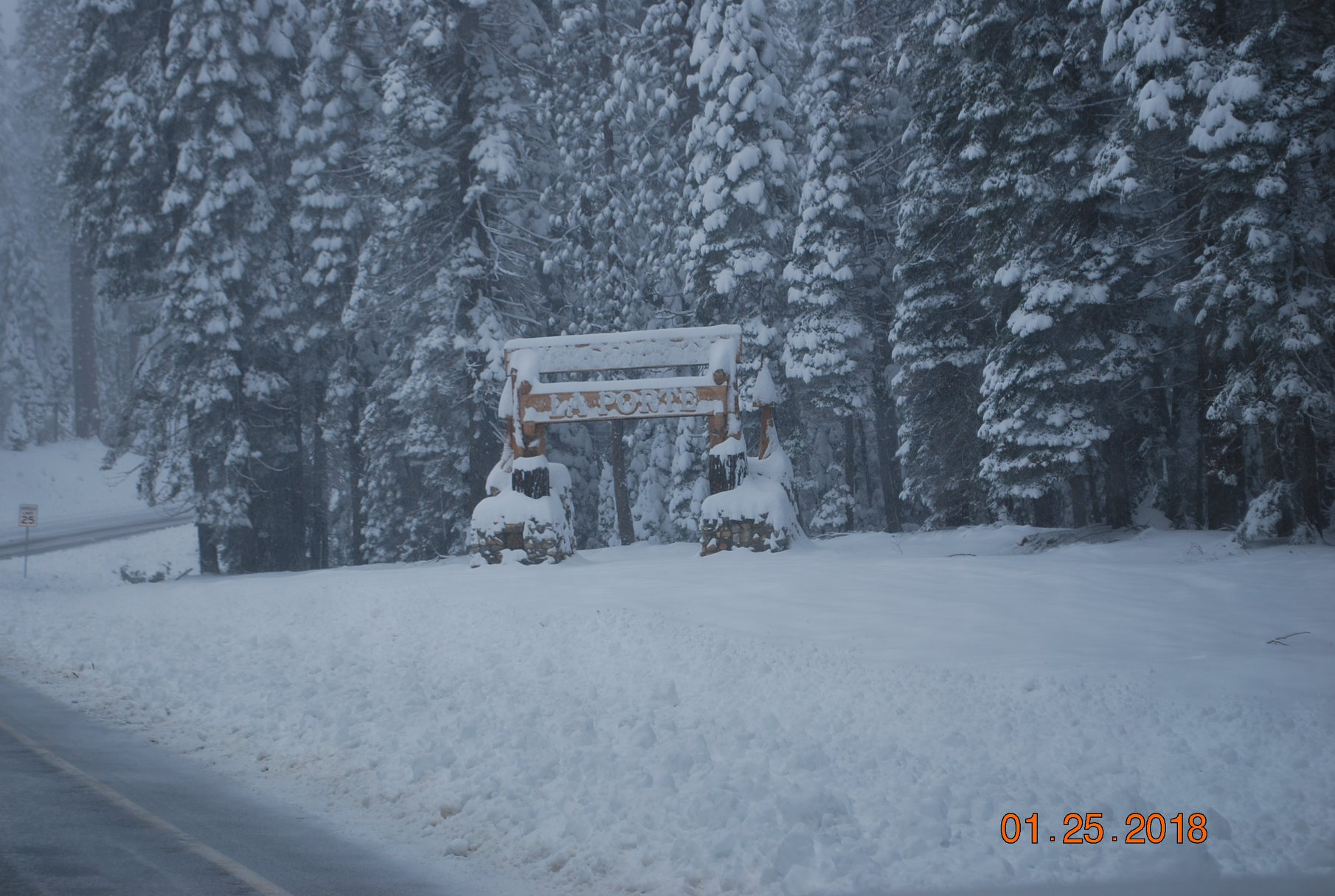
Дорога в лесу Плумас в конце января (2018)

Полиция выдвинулась в лес и осмотрела указанную машину.
Это действительно оказался автомобиль Джека Мадруги.
Машина увязла колёсами в снегу, на котором были видны следы пробуксовки.
Двери оказались не заперты, стекло на пассажирской двери было опущено.
Сиденья были усеяны обёртками от купленной в Чико еды, рядом с ними лежала программа баскетбольного матча, на которой кто-то записывал счёт.
На переднем сиденье обнаружилась карта автодорог Калифорнии и спортивная газета.
В бардачке лежало несколько карт соседних с Юба-Сити городов.
Ключей в машине не оказалось.
Полиция предприняла попытку обыскать окрестности машины, но в тот день в горах прошёл мощный буран, серьёзно осложнивший поиски.
Тем не менее, они продолжались до 9 марта с разной интенсивностью, но ни к какому результату не привели.
Обнаружение машины не пролило никакого света на исчезновение пятерых молодых людей; напротив, дело запуталось ещё больше.
Прежде всего, вызывало удивление местонахождение машины.
Дорога Оровилл — Куинси не вела ни домой в Юба-Сити, ни хотя бы в Чико: лес Плумас, через который она проходила, лежал далеко к востоку.
Дело выглядело так, будто «мальчики», выехав из Чико, на половине пути внезапно свернули у городка Оровилл с широкого асфальтированного шоссе, проходившего по бесснежной долине Сакраменто, и отправились на восток, в поросшие лесом горы, по узкой и извилистой грунтовой дороге, как бы не замечая изменения местности и постоянного повышения рельефа.
Проехав два с половиной часа по всё повышающейся местности, они добрались до снеговой линии, проехали по снегу около 200 ярдов (180 м) и забуксовали в безлюдном месте на высоте 4500 футов (1400 м) над уровнем моря.
При этом снега, по мнению полиции, было недостаточно для того, чтобы машина безнадёжно завязла.
Пятеро молодых, физически здоровых, спортивных молодых людей без большого труда могли бы вытолкать автомобиль из сугроба, глубина которого составляла всего 10 дюймов (25,4 см).
Вместо этого все пятеро вышли из машины в темноту и холод, будучи одеты в лёгкую, совершенно не подходящую для зимних горных температур одежду, и пропали.
Полиция предположила вначале, что машина была брошена из-за какой-то неисправности, и молодые люди могли отправиться за помощью, в силу своих особенностей не до конца понимая, что они заехали в безлюдные места.
Однако когда двигатель попробовали запустить без ключа, коротким замыканием, он сразу завёлся и заработал без видимых проблем.
Топливный бак был на четверть заполнен.
Машину забрали в участок и исследовали более подробно, обнаружив, что днище довольно тяжёлого автомобиля не имело никаких вмятин и выщербин, на нём не было даже достаточно жирных полос грязи — а между тем машина, в которой сидели пять человек, добавлявших веса и осадки, прошла длинный путь по грунтовой дороге с обилием выбоин и ям.
Из этого полиция заключила, что водитель либо ехал предельно осторожно, либо был хорошо знаком с дорогой.
Но водитель, Джек Мадруга, как утверждала его семья, никогда прежде не бывал в этой местности, и не пустил бы никого другого за руль своей машины; у родственников вызвал также недоумение тот факт, что Мадруга оставил автомобиль незапертым и с опущенным стеклом, что было на него совершенно не похоже.
Вопрос, почему пятеро из Юбы бросили исправную машину с достаточным запасом топлива, так и остался открытым.
Ещё менее понятно было, зачем они свернули с шоссе и поехали ночью в горы, в незнакомое никому из них место.
У семьи Стерлингов, впрочем, был летний домик на озере не слишком далеко от точки, где обнаружилась машина, и Билл Стерлинг побывал там однажды в подростковом возрасте, когда отец взял его на рыбалку.
Но Стерлинг-младший совершенно не впечатлился походными условиями и во время всех последующих вылазок семьи на природу неизменно оставался дома.
Полиция предположила, что, возможно, пятёрка ехала не домой, но и не в горы, а в некое другое знакомое место, но сбилась с пути.
В частности, у Гэри Матиаса был приятель в мелком населённом пункте Форбстаун; чтобы добраться до него из Чико, нужно было сворачивать с шоссе у Оровилла, а затем ещё раз повернуть в определённом месте.
Незнакомый с местностью водитель в темноте и без навигационного устройства легко мог пропустить нужный поворот и оказаться на горной дороге в Куинси.
Однако форбстаунский приятель на вопросы полиции ответил, что не видел Матиаса около года, и не совсем понятно было, для чего Матиас мог поехать к нему около полуночи в сопровождении четверых «мальчиков», которых приятель не знал.
К тому же за исключением Матиаса, который время от времени позволял себе всю ночь гулять с друзьями, «мальчики» жили предельно размеренной, упорядоченной жизнью и были не склонны к внезапным импульсивным переменам в своём расписании.
Казалось странным, что они решили ехать неизвестно куда, зная, что на следующий день утром им предстоит играть за свою баскетбольную команду.

## Поиск тел
«Пятёрка из Юбы» продолжала числиться в розыске в течение более чем трёх месяцев с момента обнаружения машины.
Родственники пропавших обещали выплатить награду сначала в 1000, потом в 2600, и наконец в 5000 долларов любому, кто укажет, где их искать, и со всех концов страны в полицию начали поступать свидетельства людей, которые якобы видели пропавших.
Все они были признаны ложными.
Семьи пропавших и полиция строили самые разнообразные гипотезы: предполагалось, например, что «мальчиков» где-то удерживают в плену, или что они остановились на трассе, чтобы помочь кому-нибудь, и люди, которым они помогали, воспользовались их доверчивостью, или что у «мальчиков» вышла ссора с фанатами проигравшей баскетбольной команды, и те погнались за ними на шоссе, а «мальчики», стремясь оторваться от преследования, были вынуждены свернуть с трассы и ехать в горы.
Однако в пользу этих гипотез не находилось никаких улик.
Один из полицейских, который учился в той же школе, что и Тед Вайер, был так потрясён его исчезновением, что за неимением лучших вариантов обратился к ясновидящим и получил информацию, что все пятеро были убиты в Оровилле, в двухэтажном доме красного цвета под номером 4723 или 4753 с гравийной дорожкой.
Полицейский потратил два дня на то, чтобы объездить все улицы Оровилла, но соответствующего этому описанию дома не нашёл.

### Свидетельство Джозефа Шонса
Два свидетельства были признаны полицией достойными внимания.
Первое предоставил некий Джозеф Шонс (Joseph Schons или Shones), 55-летний житель города Ранчо Кордова.
Примерно в то время, когда была найдена брошенная машина Джека Мадруги, Шонс связался с полицией и заявил, что в ночь на 25 февраля находился на дороге Оровилл — Куинси и видел пропавших.
По словам Шонса, у него был «летний домик» в Берри-Крик, местности, расположенной между Оровиллом и Куинси.
По какой-то причине он жил в этом «летнем домике» зимой.
Около 6 часов вечера в пятницу 24 февраля Шонс ехал по направлению к Куинси на своём автомобиле Volkswagen Beetle, но в какой-то момент застрял в снегу.
Он вышел из машины и попытался вытолкать её из сугроба, но почувствовал резкую боль в груди.
Осознав, что у него начинается сердечный приступ, Шонс залез обратно в машину.
Проведя в одиночестве 5 или 6 часов и страдая от боли, Шонс услышал позади своей машины какой-то свист.
Решив, что рядом с ним кто-то есть, Шонс закричал и несколько раз нажал на клаксон, чтобы привлечь к себе внимание, но никто не появился.
Шонс вылез из машины и увидел, что позади его автомобиля, за поворотом дороги, в темноте светятся фары какого-то транспорта.
Он поковылял в направлении света, прошёл расстояние, примерно равное городскому кварталу, и «как будто во сне» увидел на некотором расстоянии от себя группу людей.
По словам Шонса, он видел от двух до двенадцати людей, которые двигались в свете фар, и среди них была женщина, державшая на руках ребёнка.
Шонс снова закричал, прося помощи, но вдруг фары погасли, и свист прекратился.
Разочарованный Шонс вернулся в свою машину.
Около четырёх часов утра 25 февраля Шонс, видя, что помощи ждать неоткуда, решил идти пешком до ближайшего жилья.
Выбравшись из машины, он увидел, что фары за поворотом дороги снова горят, и пошёл туда.
Подойдя поближе, Шонс увидел брошенный Mercury Montego.
Вокруг никого не было, автомобиль не был заперт, и Шонс подумал было забраться внутрь и отдохнуть, но потом передумал и продолжил путь.
Пройдя примерно 8 миль (13 км) назад по дороге, он добрался до гостиницы для туристов, где получил помощь.
Собрав сведения о Шонсе, полиция выяснила, что среди соседей он был известен как записной враль, который любил придумать какую-нибудь историю.
От него неоднократно слышали рассказы о том, как во время службы на флоте он «штурмовал пляжи Гуадалканала» в 1942 году, хотя в его послужном списке не значилось никакого боевого опыта, и во время битвы за Гуадалканал он скорее всего находился в Исландии.
Соседи рассказывали также, что Шонс любил приврать про инфаркт, чтобы разжалобить людей и выпросить помощь.
Шонс не единожды попадал в поле зрения правоохранительных органов за вождение в пьяном виде и угон машины.
Учитывая всё это, полиция опросила также жену Шонса и персонал гостиницы, куда он пришёл за помощью утром 25 февраля.
Владелица гостиницы рассказала, что вечером 24 февраля Шонс был у них в баре и пил пиво.
Около шести часов вечера он покинул гостиницу и поехал в горы, к снеговой линии, что показалось владелице очень странным: там можно было застрять, а помощи ждать было неоткуда.
На следующий день, примерно в 9 утра, Шонс вошёл в гостиницу и попросил воды и две таблетки буфферина — жаропонижающего и болеутоляющего лекарства из смеси аспирина с антацидом.
Он сел, подпёр голову рукой и сказал: «Надо было это сделать ещё два года назад».
Затем он спросил, не довезёт ли его кто-нибудь до дома, и один из посетителей согласился.
Никто из видевших Шонса в тот день не помнил, чтобы он сказал хоть слово об инфаркте, но все указали, что он выглядел усталым; некоторые вспомнили, что он жаловался на боль в груди.
Жена Шонса сообщила полиции, что днём 25 февраля она вернулась домой в Берри-Крик и обнаружила мужа в постели.
Он рассказал ей, что ездил в горы посмотреть, где пролегает снеговая линия.
У него случился приступ; сидя в машине, он увидел, что какие-то люди подошли и светят фонариками внутрь.
Он замахал руками и закричал, что ему нужна помощь, но люди не ответили и ушли.
Он вышел наружу, прошёл некоторое расстояние назад по дороге и увидел Mercury Montego, за которым стоял другой автомобиль, по впечатлению Шонса, пикап.
Рядом с Montego стояли два человека, и ещё двое сидели в пикапе, но людей было трудно разглядеть, так как свет от фар пикапа был очень ярок и отражался от снега.
Окончив свой рассказ, Шонс пролежал в постели до вечера, и так как состояние его не улучшилось, жена отвезла его в больницу, где он пробыл несколько дней.
Услышав, что в деле были замешаны люди с фонариками и особенно какой-то пикап, о котором Шонс раньше ничего не упоминал, полиция решила опросить Шонса ещё раз.
Тот рассказал про свою застрявшую машину, инфаркт и людей с фонариками, которые посветили в его машину и ушли назад по дороге, за поворотом которой стояли легковушка и пикап. 
Все люди, по словам Шонса, сели в пикап и уехали.
Как отметил полицейский, Шонс сильно занервничал, когда от него потребовали рассказать про пикап подробнее, и сказал: «Чувствую, вы думаете, что я что-то знаю про этих ребят».
Позднее Шонс утверждал, что не помнит, чтобы рассказывал жене про пикап, и сообщил про него полиции только потому, что жена сказала ему, что он рассказывал ей про пикап.
Пикап, по словам Шонса, мог быть галлюцинацией.
Так как Volkswagen Beetle Шонса остался в горах, жена поехала осмотреть его.
Как она позже сообщила полиции, автомобиль стоял на дороге, а позади него, в 20—30 футах (6—9 метрах), стоял Mercury Montego.
Жена Шонса вместе с соседом откопала автомобиль мужа из снега, но когда попыталась завести его, оказалось, что в нём кончился бензин и сел аккумулятор.
На следующий день, 26 февраля, жена Шонса приехала в горы с другим соседом и канистрой бензина, и на этот раз ей удалось пригнать машину домой.
В марте 1978 года Шонс дал несколько интервью местным газетам, и его история обросла новыми деталями.
В одном рассказе он забрался в Mercury Montego, чтобы отдохнуть на переднем сиденье, в другом — только подумал об этом.
В третьем интервью он поехал в горы, чтобы проверить свой «летний домик», в четвёртом — чтобы найти подходящее место для отдыха с женой и дочерью.
Полиция, не вполне доверяя показаниям Шонса, пыталась заставить его пройти детектор лжи или подвергнуться гипнозу, но он каждый раз предоставлял свидетельство врача, в котором такие действия признавались слишком опасными для пациента, который мог разнервничаться и этим спровоцировать новый инфаркт.

### Свидетельство женщины из Браунсвилла
Другое свидетельство поступило 3 марта от жительницы городка Браунсвилл, находившегося примерно в часе езды от места, где была обнаружена машина Джека Мадруги.
По словам женщины, она видела пропавших перед магазином днём в воскресенье, 26 февраля (спустя несколько дней она исправила свои показания, сказав, что видела их в субботу 25 февраля).
Она приехала в магазин и припарковалась перед ним рядом с красным пикапом, в котором сидели двое мужчин, показавшихся женщине умственно отсталыми.
Затем она увидела ещё двоих в телефонной будке рядом с магазином: один был в будке и звонил кому-то, второй неуверенно стоял рядом.
Наконец, когда она зашла в магазин, там был пятый мужчина.
Все пятеро показались женщине «неместными».
В человеке, звонившем из телефонной будки, женщина опознала Джека Хьюэтта, что сильно удивило его родственников: Хьюэтт очень не любил звонить по телефону.
Хозяин магазина в Браунсвилле заявил, что тоже видел нескольких мужчин, о которых говорила женщина, и указал, что Джек Хьюэтт и Гэри Матиас покупали в его магазине еду и напитки 25 и 26 февраля.

## Обнаружение тел
Несмотря на все усилия, поиски пропавших зашли в тупик.
Полиция подозревала, что «мальчики» стали жертвами преступления, но, не имея улик, вынужденно бездействовала.
Только летом, когда снег в горах большей частью сошёл, по чистой случайности было обнаружено тело одного из пропавших.
На расстоянии 52 мили (84 км) от Оровилла и примерно 20 миль (32 км) от Куинси, несколько в стороне от дороги, соединяющей эти города, располагалась площадка для автотуристов под названием Daniel Zink Campground.
Рядом с ней стояли два трейлера, специально оставленные в качестве укрытия на случай непогоды.
Большая часть источников указывала, что трейлеры находились на расстоянии 19,4 мили (31 км) от точки, где зимой была обнаружена брошенная машина Джека Мадруги.
Мэрисвиллская газета Appeal-Democrat называла цифру 7 миль (11 км) или 8 миль (13 км), не указывая, впрочем, составляет ли эта цифра расстояние по дороге или по прямой.
Лесники впоследствии утверждали, что ещё на начальном этапе поиска пропавших уведомили полицию об этих трейлерах и даже указали их на карте как перспективное место поиска.
Полиция настаивала, что никаких подобных сведений не получала.
4 июня 1978 года группа местных жителей на мотоциклах, случайно оказавшись рядом с трейлерами, обратила внимание на выбитое в одном из них окно, через которое по окрестностям распространялся тяжёлый запах.
Мотоциклисты заглянули внутрь и обнаружили человеческий труп; тело лежало на нарах, укутанное в 8 простыней.
В одних источниках упоминается, что труп был закутан только до подбородка, в других — что простыни покрывали и голову.
Все источники сходились на том, что простыни были обёрнуты вокруг тела так, как самому человеку было бы невозможно завернуться.
Из этого делался вывод, что его завернул кто-то другой.
Труп был опознан полицией; это оказался Тед Вайер, который был одет в ту же одежду, в которой покинул дом 24 февраля 1978 года.
По заключению судмедэксперта, длина бороды покойного — если предположить, что последний раз он брился дома — позволяла сказать, что он оставался в живых от 8 до 13 недель после исчезновения и умер от переохлаждения и недоедания, потеряв около половины своего веса.
У него были сильно обморожены ноги, в них начиналась гангрена.
Вайер вышел из дома в кожаных ботинках, однако на трупе их не было.
Ботинок вообще не было нигде рядом с трупом, зато в трейлере обнаружились теннисные кроссовки Гэри Матиаса.
На столе рядом с телом находились личные вещи Вайера: кольцо с выгравированной надписью «Тед», золотая цепочка и бумажник с деньгами.
Рядом с этими предметами лежали золотые наручные часы без стекла, которые никто из родственников не признал, но было неясно, откуда они взялись: принёс ли их с собой Вайер, или оставил лесник или турист задолго до всех событий.
В трейлере нашли также оплавленную свечу.
После обнаружения тела Теда Вайера полиция устроила масштабные поиски вокруг трейлера и 6 июня обнаружила останки Джека Мадруги и Билла Стерлинга, сильно разложившиеся и объеденные животными.
Стерлинг и Мадруга лежали между местом, где была брошена машина, и трейлером, на расстоянии 4,5 мили (7,2 км) от трейлера по разные стороны дороги.
Полиция предположила, что до трейлера они не дошли.
Тела располагались на расстоянии около 50 ярдов (46 м) друг от друга, и по мнению следователей, такое близкое их расположение могло объясняться тем, что Мадруга выбился из сил, упал и замёрз, а Стерлинг, будучи его лучшим другом, отказался оставить его и вскоре тоже умер.
При Мадруге были найдены ключи от Mercury Montego.
Патологоанатом заключил, что Мадруга умер от переохлаждения, но не смог точно установить, что случилось со Стерлингом, так как от него остались одни кости.
Его опознали по кошельку, в котором лежали фотографии родственников и карточка с номером социальной страховки.
7 или, по другим источникам, 8 июня за трейлером, на расстоянии 2,5 мили (4,0 км) от него, было найдено тело Джека Хьюэтта.
От него, как и от Стерлинга, остались одни кости; его опознали по одежде и зубам.
Полиция предполагала, что Хьюэтт мог добраться до трейлера вместе с Тедом Вайером, а затем в испуге покинуть убежище после смерти последнего.
Оставалось найти только тело Гэри Матиаса, но тут произошла внезапная остановка: никакие прочёсывания территории не дали результата.
Правда, к северо-западу от трейлера, на расстоянии примерно 0,25 мили (0,40 км) около дороги были обнаружены три шерстяных казённых одеяла и слегка заржавевший фонарик, а на расстоянии 0,75 мили (1,2 км) в том же направлении — серая пластиковая зажигалка, но не удалось установить, имели ли эти находки какое-либо отношение к погибшим.
Матиаса не нашли ни живым, ни мёртвым.
Через 2 недели, 19 июня, поиски были остановлены.
Обнаружение тел, с одной стороны, заставляло предположить, что «мальчики» не стали жертвой преступления, так как на их останках не было обнаружено следов насильственной смерти.
С другой стороны, местоположение тел окончательно запутало и без того непростое дело.
Расстояние между местом, где был найден брошенный Mercury Montego, и трейлером, где обнаружилось тело Теда Вайера, составляло, по оценке полиции, 19,4 мили (31 км).
Чтобы добраться до трейлера, нужно было идти в гору зимней ночью через сугробы глубиной 4 — 6 футов (1,2 — 1,8 м), при этом большую часть ночи продолжалась метель, а «мальчики» были одеты в лёгкие куртки и низкую обувь.
По мнению полиции, Вайеру — и, возможно, Хьюэтту и Матиасу — пришлось бы идти всю ночь и весь день, чтобы добраться до укрытия, и было неясно, как они сумели пройти такое расстояние и обнаружить трейлеры, не зная заранее, где они находятся.
Некоторое время полиция недоумевала, зачем пропавшие «мальчики» упорно поднимались в гору: заблудившиеся люди обычно спускаются с горы, а на ровной местности — ходят кругами.
Однако вскоре выяснилось, что за день до исчезновения «мальчиков» по лесу прошёл ратрак (малый гусеничный транспорт), специально посланный к трейлерам, чтобы почистить их крыши от снега: лесники беспокоились, как бы они не проломились.
Предположительно, «мальчики» могли идти по следам ратрака, пока не наткнулись на убежище.
Ещё более странным было то, что Вайер и его возможные спутники, добравшись до трейлера, практически не воспользовались обилием еды и топлива, которое туда заранее завезли лесники.
В трейлере было несколько одеял и теплая одежда, но ничего из этого не было взято, а Вайер был укутан в тонкие простыни.
Вайер — или его спутники — по-видимому, обнаружили в пристройке к трейлеру склад провизии и взяли оттуда 3 ящика, в каждом из которых было по 12 армейских сухпайков.
Эти 36 пайков были съедены, причём одна из банок была открыта консервным ножом P-38, который прилагался к армейским пайкам и которым, предположительно, умели пользоваться отслужившие Джек Мадруга и Гэри Матиас, а также Джек Хьюэтт, которого обучил этому отец.
Но обитатели трейлера почему-то не тронули провизии в незапертом шкафу, стоявшем в той же пристройке, а между тем её было столько, что если бы всем пятерым случилось добраться до убежища, они могли бы продержаться на ней год.
Родственники пропавших предположили, что еда осталась нетронутой из-за того, что «мальчики» могли побояться съесть чужое, так как не понимали, что еда лежит там специально для заблудившихся.
Рядом с трейлером стоял баллон с бутаном, соединённый с системой отопления и освещения, и стоило повернуть вентиль, как в убежище потеплело бы.
Он был частично заметён снегом, но всё же о его назначении можно было догадаться.
Однако Вайер и его возможные спутники не воспользовались такой удобной возможностью согреться.
Внутри трейлера имелись также спички, книги, тетради и игральные карты, с помощью которых можно было развести огонь.
Всё это полиция обнаружила в беспорядке разбросанным по помещению, но единственными следами того, что в трейлере что-то жгли, оказались несколько сгоревших спичек в туалете.
Обитатели трейлера не попытались также заделать или заткнуть чем-нибудь разбитое окно, через которое они, очевидно, проникли в запертое помещение.

## Итоги расследования
Несмотря на обнаружение трупов четверых из пяти пропавших, причины, заставившие их отклониться от маршрута домой и поехать ночью в зимний лес, так и остались неизвестными.
Делались попытки связать исчезновение «мальчиков» с Гэри Матиасом, так как он не был умственно отсталым и в отличие от робких и пассивных «тугодумов» имел склонность к бродяжничеству и мог быть весьма целеустремлён и агрессивен.
Газета The Sacramento Bee в 2021 году получила разрешение полиции изучить материалы дела об исчезновении пятерых из Юбы с условием не выносить их из помещения и не фотографировать.
Журналисты обнаружили в деле, помимо всего прочего, свидетельство знакомой Матиаса.
Эта знакомая рассказала полиции, что Матиас несколько раз излагал ей свой сон, в котором он и ещё несколько людей исчезали.
Однако в деле не было никаких прямых и даже основательных косвенных улик, которые могли бы свидетельствовать, что Матиас вольно или невольно послужил причиной гибели своих друзей.
Несмотря на то, что тело Матиаса так и не было найдено, полицейские считали, что он, скорее всего, не выжил.
У него был весьма плотный график приёма таблеток от шизофрении: он два раза в день принимал антипсихотик стелазин (трифтазин) и холинолитик когентин (бензатропин).
По словам отчима, если бы Матиас остался без своих таблеток хотя бы на две недели, он бы быстро пришёл в очень плачевное состояние, начал бы разговаривать сам с собой, «и всё такое».
Если бы Матиас остался в живых, полагали следователи, то неизбежно попал бы в поле зрения либо психиатров, к которым обратился бы за рецептом на таблетки, либо полиции, так как без таблеток неизбежно ввязался бы в какую-нибудь историю.
А если бы он по своей давней привычке отправился бродяжничать, то должен был, как и во все предыдущие разы, вернуться домой к матери, но этого не произошло.
В 2006 году на запрос полиции к семье Матиаса, не вернулся ли он, последовал отрицательный ответ.

## Комментарии
1. ↑  В школах США есть обязательные и необязательные предметы, разбитые на курсы, за прохождение каждого курса начисляется определённое количество баллов. Для окончания школы нужно получить некоторую сумму баллов. Если ученик ко времени завершения обучения не набирает нужного количества баллов, его положение примерно соответствует российскому «окончил школу со справкой» (т.е. вместо аттестата получил только справку о том, что прослушал школьный курс).